# Grand Prix de Denain 2018
Il Grand Prix de Denain 2018, sessantesima edizione della corsa e valevole come evento dell'UCI Europe Tour 2018 categoria 1.HC, si svolse il 18 marzo 2018 su un percorso di 170 km, con partenza e arrivo a Denain, in Francia. La vittoria fu appannaggio del belga Kenny Dehaes che terminò la gara in 4h33'37", alla media di 43,40 km/h, precedendo i francesi Hugo Hofstetter e Julien Duval.
Sul traguardo di Denain 87 ciclisti, su 141 partenti, portarono a termine la competizione.

## Squadre e corridori partecipanti
| N.      | Cod. | Squadra                      |
| ------- | ---- | ---------------------------- |
| 1-7     | GFC  | Groupama-FDJ                 |
| 11-17   | ALM  | AG2R La Mondiale             |
| 21-26   | ABS  | Aqua Blue Sport              |
| 31-37   | CCC  | CCC Sprandi Polkowice        |
| 41-46   | COF  | Cofidis, Solutions Crédits   |
| 51-57   | DMP  | Delko Marseille Provence KTM |
| 61-67   | TDE  | Direct Énergie               |
| 71-77   | GAZ  | Gazprom-RusVelo              |
| 81-86   | ICA  | Israel Cycling Academy       |
| 91-97   | RNL  | Roompot-Nederlandse Loterij  |
| 101-107 | SVB  | Sport Vlaanderen-Baloise     |

| N.      | Cod. | Squadra                      |
| ------- | ---- | ---------------------------- |
| 111-117 | FST  | Team Fortuneo-Samsic         |
| 121-126 | UHC  | UnitedHealthcare             |
| 131-137 | VWC  | Veranda's Willems-Crelan     |
| 141-147 | VCC  | Vital Concept Cycling Club   |
| 151-157 | WGG  | Wanty-Groupe Gobert          |
| 161-166 | WVA  | WB Aqua Protect Veranclassic |
| 171-177 | RLM  | Roubaix Lille Métropole      |
| 181-187 | SNE  | Sovac-Natura4Ever            |
| 191-197 | AUB  | St Michel-Auber 93           |
| 201-207 | TIS  | Tarteletto-Isorex            |

## Ordine d'arrivo (Top 10)
| Pos. | Corridore         | Squadra   | Tempo    |
| ---- | ----------------- | --------- | -------- |
| 1    | Kenny Dehaes      | WB Veran. | 4h33'37" |
| 2    | Hugo Hofstetter   | Cofidis   | a 2"     |
| 3    | Julien Duval      | AG2R      | s.t.     |
| 4    | Andrea Pasqualon  | Wanty     | s.t.     |
| 5    | Bram Welten       | Fortuneo  | s.t.     |
| 6    | Coen Vermeltfoort | Roompot   | s.t.     |
| 7    | Shane Archbold    | Aqua Blue | s.t.     |
| 8    | Marc Sarreau      | Groupama  | s.t.     |
| 9    | Jimmy Turgis      | Cofidis   | s.t.     |
| 10   | Adrien Petit      | Direct    | s.t.     |